# Cuolule Cuo
Cuolule Cuo (kinesiska: 错鲁勒错) är en sjö i Kina. Den ligger i den autonoma regionen Xinjiang, i den nordvästra delen av landet, omkring 1 200 kilometer sydväst om regionhuvudstaden Ürümqi. Cuolule Cuo ligger 4 701 meter över havet. Arean är 10,1 kvadratkilometer. Trakten runt Cuolule Cuo är ofruktbar med lite eller ingen växtlighet. Den sträcker sig 4,5 kilometer i nord-sydlig riktning, och 3,2 kilometer i öst-västlig riktning.
Genomsnittlig årsnederbörd är 223 millimeter. Den regnigaste månaden är mars, med i genomsnitt 28 mm nederbörd, och den torraste är december, med 4 mm nederbörd.